# A Cooperativa Cesteira de Gonçalo
A Cooperativa Cesteira de Gonçalo (1975) é um filme português de curta-metragem realizado por António de Macedo.

## Sinopse
Situada a cerca de dezoito quilómetros da cidade da Guarda a aldeia de Gonçalo dá um exemplo sobre como é possível superar problemas de desemprego e defender interesses legítimos. Na região várias fábricas fecharam e a crise social agudizou. Os trabalhadores decidem então fundar uma cooperativa, a Cescoop, que produz objectos de vime.

## Ficha técnica
- Argumento: António de Macedo
- Realização: António de Macedo
- Produção: Cinequanon / RTP (série Artes e Ofícios)
- Fotografia: Elso Roque
- Som: José de Carvalho
- Montagem: Solveig Nordlund
- Formato: 16 mm p/b
- Género: documentário
- Duração: 26’